# 고양이 (1971년 영화)
고양이(Le Chat, The Cat)는 이탈리아에서 제작된 피에르 그라니에-데페르 감독의 1971년 영화이다. 장 가뱅 등이 주연으로 출연하였고 레이몬드 대논 등이 제작에 참여하였다.

## 출연

### 주연
- 장 가뱅
- 미셸 갈라브루

### 조연
- 자크 리스팔
- 안드레 루이어
- 시몬느 시뇨레

## 제작진
- 원작자: 조르주 심농
- 미술: 자크 솔니에